# بهشت وارونه
بهشت وارونه (به انگلیسی: Heaven Upside Down) دهمین آلبوم استودیویی از گروه موسیقی اینداستریال متال مریلین منسون است که در ۶ اکتبر ۲۰۱۷ منتشر شد. تک‌آهنگ «می‌دونیم کدوم گوری زندگی می‌کنی» از این آلبوم در ۱۱ سپتامبر ۲۰۱۷ منتشر شد. البته این البوم قرار بود در تاریخ ۱۴ فوریه (روز ولنتاین) همان سال با نام Say10 منتشر شود اما به دلایلی مانند راضی نبودن مریلین از کیفیت آهنگ ها و مرگ پدرش و اضافه کردن یک آهنگ،به تعویق افتاد و در ۶ اکتبر منتشر شد.  و جانی دپ در کلیپ ویدئو های این آلبوم بازی کرده

## فهرست ترانه ها
متن همهٔ ترانه‌ها توسط مریلین منسون نوشته و موسیقی همهٔ آنها توسط تایلر بیتس ساخته شده‌است.
| شماره      | نام                                                                             | مدت   |
| ---------- | ------------------------------------------------------------------------------- | ----- |
| ۱.         | «Revelation #12»                                                                | ۴:۴۲  |
| ۲.         | «Tattooed in Reverse»                                                           | ۴:۲۴  |
| ۳.         | «We Know Where You Fucking Live» (stylized as "WE KNOW WHERE YOU FUCKING LIVE") | ۴:۳۲  |
| ۴.         | «Say10» (stylized as "SAY10")                                                   | ۴:۱۸  |
| ۵.         | «Kill4Me» (stylized as "KILL4ME")                                               | ۳:۵۹  |
| ۶.         | «Saturnalia»                                                                    | ۷:۵۹  |
| ۷.         | «Je$u$ Cri$i$» (stylized as "JE$U$ CRI$I$")                                     | ۳:۵۹  |
| ۸.         | «Blood Honey»                                                                   | ۴:۱۰  |
| ۹.         | «Heaven Upside Down»                                                            | ۴:۴۹  |
| ۱۰.        | «Threats of Romance»                                                            | ۴:۳۷  |
| مجموع مدت: | مجموع مدت:                                                                      | ۴۷:۲۹ |